# Le Parisien

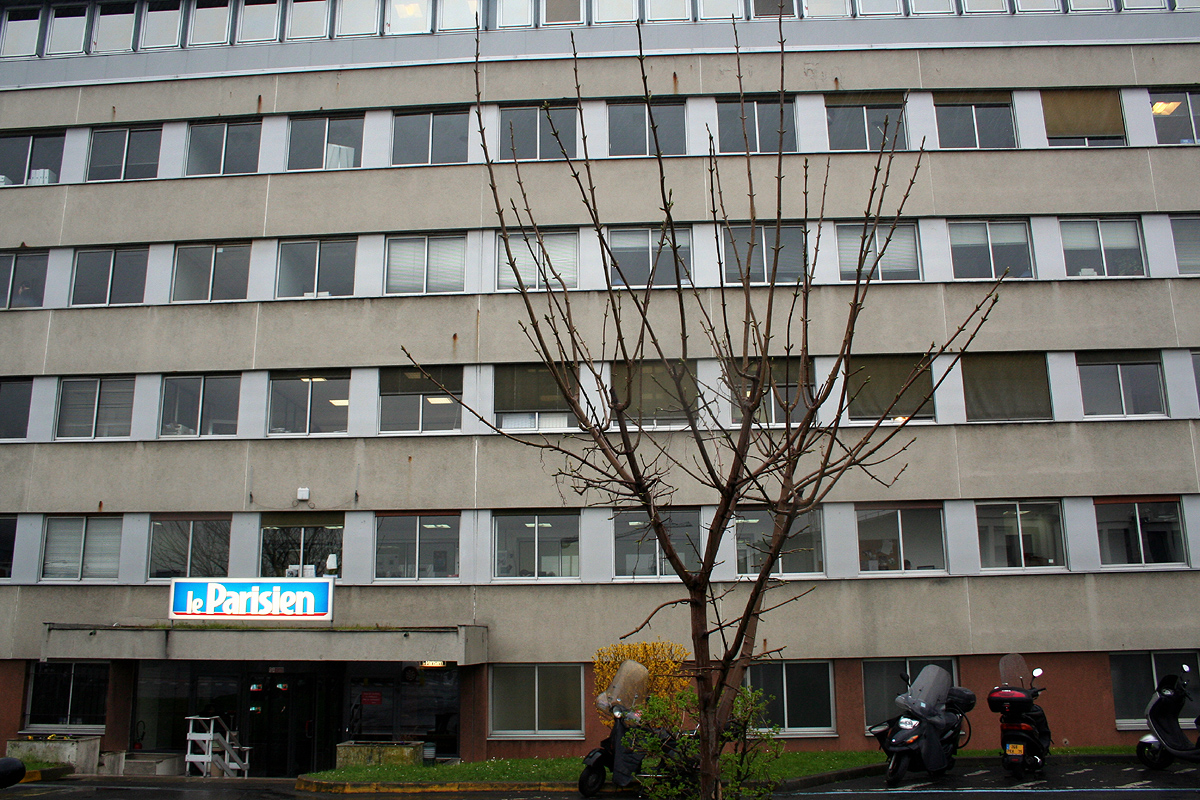
Sediul redacției

Le Parisien  este un cotidian francez care relatează atât știri naționale și internaționale, dar și știri locale din Paris și suburbiile acestuia.
1. ↑  The ISSN portal